# فايتنغ هارادا
فايتنغ هارادا (باليابانية: ファイティング原田) اسمه الحقيقي هو (原田 政彦 ماساهيكو هارادا) (23 أبريل 1943 - ) هو بطل عالم سابق في الملاكمة، وحالياً رئيس اتحاد الملاكمة في اليابان.
لعب هارادا 62 مباراة مسجلة ربح في 55 منها، 22 منها بالضربة القاضية.

## روابط خارجية
- فايتنغ هارادا على موقع بوكس ريك (الإنجليزية) (registration required)